# Beilschmiedia novaebritanniae
Beilschmiedia novaebritanniae är en lagerväxtart som beskrevs av André Joseph Guillaume Henri Kostermans. Beilschmiedia novaebritanniae ingår i släktet Beilschmiedia och familjen lagerväxter. Inga underarter finns listade i Catalogue of Life.